# Deep Cuts (A Perfect Circle)
Deep Cuts è il primo EP del gruppo musicale statunitense A Perfect Circle, pubblicato il 7 aprile 2009 dalla Virgin Records.

## Descrizione
Contenente quattro tracce, presenta brani già pubblicati precedentemente come b-side all'interno dei singoli dell'album di debutto del gruppo Mer de Noms.

## Tracce
Testi e musiche di Billy Howerdel e Maynard James Keenan.
1. Sleeping Beauty (Acoustic) (Live in Philly) – 5:03
2. Magdalena (Live) – 4:13
3. Breña (Live) – 4:02
4. Orestes (Demo) – 3:22

## Formazione
Hanno partecipato alle registrazioni, secondo le note di copertina di Judith e 3 Libras:
Gruppo
- Maynard James Keenan – voce (eccetto traccia 4)
- Billy Howerdel – chitarra, voce (traccia 4)
- Josh Freese – batteria (eccetto traccia 4)
- Paz Lenchantin – basso (eccetto traccia 4)
- Troy Van Leeuwen – chitarra (eccetto traccia 4)

Produzione
- Biff Dawes – registrazione (tracce 2 e 3)
- Gordon "Gungi" Paterson – ingegneria del suono (tracce 2 e 3)
- Bob Clearmountain – missaggio (eccetto traccia 4), registrazione (traccia 1)
- David Boucher – assistenza al missaggio (eccetto traccia 4)